# Carla Rebecchi
Carla Rebecchi  (née le 7 septembre 1984 à Buenos Aires) est une joueuse de hockey sur gazon argentine.

## Carrière
Avec l'équipe d'Argentine de hockey sur gazon féminin, elle est médaillée d'argent aux Jeux olympiques d'été de 2012 et médaillée de bronze aux Jeux olympiques d'été de 2008. Elle remporte aussi la Coupe du monde en 2010.